# King of the Hill (animatieserie)
King of the Hill is een Emmy-winnende Amerikaanse animatieserie, bedacht door Mike Judge en Greg Daniels. De serie werd sinds 1997 uitgezonden door de Fox Broadcasting Company en is voor het laatst uitgezonden op 6 mei 2010.
Judge en Daniels bedachten de serie na het succes van Judge' eerdere Beavis and Butt-head op MTV. De serie was vanaf het begin een succes. Op 31 oktober 2008 kondigde FOX aan dat ze de stekker uit de reeks trekken: de laatste afleveringen komen in het televisieseizoen 2009-2010 op het scherm.
In Vlaanderen werden de eerste twee seizoenen uitgezonden op Ketnet van 12 september 1998 tot en met 12 januari 2001.

## Verhaal
De serie is in een geanimeerde sitcom. Het verhaal draait om het leven van de familie Hill, een typische methodistische familie die woont in Arlen, Texas, en erg trots is op hun Texaanse afkomst. In tegenstelling tot veel andere geanimeerde sitcoms, waarin vaak ongewone of onmogelijke gebeurtenissen voorkomen, behandelt King of the Hill vaak meer realistische thema’s zoals vriendschap, relaties, rechtvaardigheid, jaloezie en hybris.

## Geschiedenis
Begin 1995, na het succes van Beavis and Butt-head op MTV, bedacht Mike Judge King of the Hill samen met Greg Daniels, die voorheen schrijver was voor The Simpsons. Judge baseerde het personage Hank Hill losjes op een personage uit Beavis and Butt-Head, “Mr. Anderson”. Toen Mike Judge de serie aan Fox presenteerde, tekende hij de personages als gemeen uitziende stereotiepe "rednecks". Alleen de personages Hank, Peggy, en Bobby leken al sterk op hun huidige vorm. Fox zag wel wat in de serie, maar stond erop dat Judge de personages zou aanpassen. King of the Hill was de op twee na langstlopende primetime animatieserie, na South Park en The Simpsons.
Na zijn debuut werd de serie een groot succes voor Fox. Gedurende het achtste seizoen overtrof de serie zelfs The Simpsons qua kijkcijfers.
In België werd de serie uitgezonden door Ketnet.

## Personages
Hank Hillde vader van de Hill-familie, en de hoofdpersoon uit de serie. Hij is een verkoper van “propaan en aan propaan gerelateerde accessoires”. Hij is sterk geobsedeerd door zijn tuin, Buck Strickland, propaan en de Dallas Cowboys. Hij heeft een goede relatie met zijn vrouw, Peggy. Hij raakt snel gefrustreerd en verward door de moderne trends waar zijn vrienden zich mee bezighouden. Ook wil hij vaak zijn mannelijkheid bewijzen.
Peggy HillHanks vrouw. Ze is een lerares Spaans, die bijklust als freelance columnist en makelaar. Ze is doorgaans ruimdenkend, maar kan ook arrogant en naïef zijn. Ze ziet zichzelf als erg slim en fysiek aantrekkelijk.
Bobby Hillde gezette 13-jarige zoon van Hank en Peggy. Hij wil een beroemde komiek worden als hij ouder is. Hij heeft niet de atletische kanten van zijn vader en haat de meeste sporten, behalve worstelen, honkbal en wielrennen.
Cotton HillHanks vader. Hij is een misogynist en een veteraan uit de Tweede Wereldoorlog. Als gevolg van een ongeluk tijdens de oorlog mist hij de helft van zijn benen, en is daardoor erg kort. Hij stierf in aflevering 218.
Tilly HillHanks moeder, die inmiddels gescheiden is van Cotton.
Luanne Platter KleinschmidtPeggy’s nichtje. Ze is een studente aan de schoonheidsacademie. Ze is goed in het oplossen van puzzels.
Dale Gribblede kettingrokende buurman van de Hills. Hij is een insectenverdelger die om de haverklap met (bizarre) complottheorieën komt aanzetten.
Joseph GribbleDales 13-jaar oude zoon, en een goede vriend van Bobby. Joseph is in werkelijkheid de zoon van een indiaan genaamd John Redcorn, maar Dale is zich hier niet van bewust.
Boomhauereen slanke jong uitziende vrouwenversierder die zodanig snel praat zodat de kijker niet kan horen wat hij zegt, terwijl de andere personages in zijn omgeving hem perfect begrijpen.
Officer Browneen lokale politieagent die vaak door de hoofdpersonages wordt opgeroepen.
William "Bill" Fontaine De la Tour Dauterivede depressieve en met overgewicht kampende buurman van de Hills. Hij is geobsedeerd door zijn ex-vrouw. Een running gag in de serie zijn z’n suïcidale neigingen. Zijn familie heeft Franse wortels, vandaar zijn achternaam.

## Cast

### Vaste cast
- Mike Judge ... Hank Hill
- Kathy Najimy ... Peggy Hill
- Pamela Adlon ... Bobby Hill
- Johnny Hardwick ... Dale Gribble
- Stephen Root ... Bill Dauterive
- Brittany Murphy ... Luanne Platter

### Gastrollen
Veel bekende artiesten en acteurs hebben gastrollen gehad in de serie, maar vrijwel nooit als zichzelf. Voorbeelden zijn: Trace Adkins, Pamela Anderson, Jennifer Aniston, Will Arnett, Tom Arnold, Diedrich Bader, Big Boi, Clint Black, Lisa Hartman Black, Brooks & Dunn, Dennis Burkley, Gary Busey, Drew Carey, Kelly Clarkson, Mo Collins, David Cross, Johnny Depp, Laura Dern, Ani DiFranco, Dale Earnhardt, Shannon Elizabeth, Will Ferrell, Sally Field, Nathan Fillion, John Force, Brendan Fraser, Sarah Michelle Gellar, Paul Giamatti, Vince Gill, Jeff Goldblum, John Goodman, Topher Grace, Green Day, Kirk Hammett, Ed Harris, Phil Hendrie, Dennis Hopper, Michael Keaton, Jamie Kennedy, Kid Rock, Johnny Knoxville, Lisa Kudrow, Laura Linney, Lucy Liu, Heather Locklear, Lindsay Lohan, Bernie Mac, Chuck Mangione, Danny Masterson, Rue McClanahan, Matthew McConaughey, Mary Tyler Moore, Willie Nelson, No Doubt, Brad Pitt, Laura Prepon, Brad Renfro, Alan Rickman, John Ritter, Chris Rock, "Macho Man" Randy Savage, Dax Shepard, Cybill Shepherd, Gene Simmons, Lane Smith, Robert Smith, Snoop Dogg, Ben Stiller, George Strait, Meryl Streep, Sum 41, Mikey Teutul, Paul Teutul Jr., Paul Teutul Sr., Billy Bob Thornton, Tone Lōc, Randy Travis, Danny Trejo, Jane Wiedlin, Fred Willard, Owen Wilson, Reese Witherspoon, Amy Hill, Dwight Yoakam, Renée Zellweger en ZZ Top.

## Voetnoten
1. ↑  https://www.tvgids.tv/tv/king-of-the-hill
2. ↑  Leeuwarder Courant TV-gids 12 september 1998 (dekrantvantoen.nl).
3. ↑  Leeuwarder Courant TV-gids 12 januari 2001 (dekrantvantoen.nl).